# 14章 ～The message～
《14章 ～The message～》是日本的女子偶像組合早安少女組。'14的第14枚原創專輯。於2014年10月29日發行。唱片公司為zetima。

## 概要
- 與上一張專輯《早安少女組。全B面單曲選輯 Vol.2》相距約8個月。與上一張原創專輯《⑬Colorful Character》相距約2年。
- 十二期成員尾形春水、野中美希、牧野真莉愛和羽賀朱音已加入但沒有參與此專輯。
- 收錄第55張單曲《你的笑容是太陽 / 沒有東西能取代你 / What is LOVE?》至第57張單曲《TIKI BUN / Shabadabadoo～ / 回首的美人》，一共6首A面曲（Shabadabadoo～、回首的美人沒有收錄於本專輯）。
- 六期成員道重沙由美最後參與演唱的專輯，亦是十一期成員小田櫻加入後第一張原創專輯
- 本作分「初回限定盤A」、「初回限定盤B」和「CD盤」3種版本。「初回限定盤A」收錄了隊長道重沙由美的個人影像「道重沙由美『早安少女組。改變了我的人生』事件簿」；「初回限定盤B」收錄了片段「9期・10期・11期成員的特別專訪」。
- 在11月10日於Oricon公信榜專輯週榜取得第7名。

## 收錄內容

### CD（初回限定盤、CD盤）
1. TIKI BUN（Album Version）
（作詞・作曲：淳君 編曲：大久保薫）
57th單曲、六期成員道重沙由美的畢業單曲
2. Password is 0
（作詞・作曲：淳君 編曲：大久保薫）
56th單曲、au（KDDI）電視廣告歌曲
3. 創造明日的你（明日を作るのは君）
（作詞・作曲：淳君 編曲：田中直 ）
4. 閃爍的星星 (キラリと光る星)
（作詞・作曲：淳君 編曲：江上浩太郎 ）
鞘師里保、小田櫻主唱
5. 一個我不希望我的愛人知道的真相 （恋人には絶対に知られたくない真実）
（作詞・作曲：淳君 編曲：ARIKA ）
道重沙由美、譜久村聖、飯窪春菜主唱
6. What is LOVE?
（作詞・作曲：淳君 編曲：大久保薫）
55th單曲、NHK音樂節目「J-MELO」2013年10月至12月的片尾曲
7. 我就是我（私は私なんだ）
（作詞・作曲：淳君 編曲：大久保薫 ）
8. 不可笑的說話（笑えない話）
（作詞・作曲：淳君 編曲：大久保薫 ）
9. 你的笑容是太陽（笑顔の君は太陽さ）
（作詞・作曲：淳君 編曲：大久保薫）
55th單曲
10. 沒有東西能取代你（君の代わりは居やしない）
（作詞・作曲：淳君 編曲：大久保薫）
55th單曲、2014年冬季奧林匹克運動會日本代表選手團的應援歌曲
11. 如果我們長大了 我們能成為真正的成年人嗎!?（大人になれば 大人になれる!?）
（作詞・作曲：淳君 編曲：大久保薫 ）
生田衣梨奈、鈴木香音、石田亞佑美、佐藤優樹、工藤遙主唱
12. 穿越時空 超越宇宙 
（作詞・作曲：淳君 編曲：大久保薫）
56th單曲

### DVD（初回限定盤A）
- 道重沙由美『早安少女組。改變了我的人生』事件簿（道重さゆみ「モーニング娘。人生を変えた」出来事）

### DVD（初回限定盤B）
- 9期・10期・11期成員的特別專訪（9期・10期・11期のスペシャルインタビュー）
  - prologue
  - 小田櫻
  - 工藤遥
  - 佐藤優樹
  - 石田亞佑美
  - 飯窪春菜
  - 鈴木香音
  - 鞘師里保
  - 生田衣梨奈
  - 譜久村聖
  - epilogue